# Yu-7-Torpedo
Der Yu-7-Torpedo (chinesisch 鱼-7鱼雷, Pinyin Yú Qī Yúléi) ist ein leichter Torpedo, der von der Volksrepublik China entwickelt und hergestellt wird. Der Torpedo wurde 1990 in Dienst gestellt und ist der hauptsächliche U-Boot-Abwehrtorpedo der chinesischen Marine.

## Entwicklung
Die Entwicklung eines effektiven leichten U-Boot-Abwehrtorpedos für die Marine der Volksbefreiungsarmee begann in den 1980er-Jahren. Das Programm basierte wahrscheinlich auf 40 A244/S-Torpedos, die 1987 zur Evaluierung aus Italien gekauft wurden. Möglicherweise flossen auch Elemente eines US-amerikanischen Mark-46-Mod-2-Torpedos, der 1978 von chinesischen Fischern aus dem Südchinesischen Meer geborgen wurde, in die Entwicklung ein. Der Yu-7 war zunächst mit einem elektrischen Antrieb ausgestattet, aber unzureichende Leistung führte zu einer Neukonstruktion mit dem Treibstoff Otto 2. Die Tests wurden auf dem 750. Versuchsgelände in Kunming bis zum Jahre 1988 durchgeführt.

## Weiterentwicklungen
Der Yu-11 ist der Nachfolger des Yu-7 und wurde erstmals im Juli 2015 der Öffentlichkeit präsentiert. Die wichtigste Verbesserung scheint der Antrieb zu sein. Der Yu-11-Torpedo ist leiser und kann möglicherweise in Tiefen von mehr als 600 Metern eingesetzt werden. Die Yu-11 ist mit drei Metern länger und schwerer als der Yu-7-Torpedo.
Der Yu-11 wird wahrscheinlich der leichte Standardtorpedo der chinesischen Marine werden und könnte seit 2012 auf den moderneren chinesischen Kriegsschiffen stationiert sein.

## Nutzerstaaten
- Volksrepublik China